# AnyKey
AnyKey est une organisation américaine visant à promouvoir la diversité, l'inclusion et l'équité dans le monde de l'esport et du streaming, en particulier pour combattre le sexisme dans le milieu du jeu vidéo.

## Historique
Les fondatrices de l'organisation sont Morgan Romine, anthropologue qui a également co-fondé l'équipe d'esport féminine Frag Dolls, et T. L. Taylor, sociologue au MIT, qui s'associent en 2015. AnyKey se concentre sur la place des femmes dans le milieu de l'esport et du streaming et se penche également sur d'autres groupes sous-représentés de l'industrie, c'est-à-dire les personnes LGBTQ et les personnes non blanches. L'initiative est lancée publiquement en février 2016.
En mars 2016, l'Electronic Sports League et Intel s'associent avec l'organisation. L'association se divise en deux parties : Taylor s'occupe de la section Recherche, tandis que Romine se concentre sur la mise en place de solution concrètes dans l'industrie. La première section s'occupe de créer des panels sur les femmes dans l'esport et des ateliers avec des spécialistes de l'industrie, tandis que la seconde crée des ligues d'esport féminines, notamment aux Intel Extreme Masters sur Counter-Strike: Global Offensive,, et s'attaque au harcèlement des joueuses et joueurs en publiant notamment des livres blancs sur ces sujets. Leur premier projet est de créer une bibliothèque de ressources académiques sur l'inclusion et la diversité dans l'esport.
AnyKey lance, en 2016, son code de conduite utilisable par toutes les organisations d'esport et le dévoile à l'Intel Challenge Katowice. Un livre blanc est publié la même année sur l'inclusion des femmes dans l'esport universitaire, ainsi qu'un rapport sur la représentation des genres dans les jeux vidéo.
En octobre 2018, AnyKey lance la « good luck, have fun pledge », un engagement en ligne qui peut être signé par n'importe quelle personne souhaitant permettre un environnement positif et sain en ligne et s'accompagne d'un badge sur son profil Twitch. En décembre 2019, l'engagement est signé plus de 365 000 fois.
En 2021, AnyKey soutient la grève A Day Off Twitch, qui exige de Twitch une meilleure modération des discours haineux, en particulier sur les chaînes des personnes noires.